# Neodindymus
Neodindymus is een geslacht van wantsen uit de familie van de Pyrrhocoridae (Vuurwantsen). Het geslacht werd voor het eerst wetenschappelijk beschreven door Stehlik in 1965.

## Soorten
Het genus bevat de volgende soorten:

- Neodindymus acutus Stehlik, 1965
- Neodindymus antennatus (Distant, 1881)
- Neodindymus basilewskyi (Schouteden, 1957)
- Neodindymus bipustulatus (Stål, 1874)
- Neodindymus brunneus Stehlik, 1965
- Neodindymus elegans Linnavuori, 1988
- Neodindymus flavipes (Signoret, 1858)
- Neodindymus leleupi Stehlik, 1965
- Neodindymus migratorius (Distant, 1903)
- Neodindymus relatus (Distant, 1902)
- Neodindymus schoutedeni Stehlik, 1965
- Neodindymus sjostedti (Schouteden, 1910)
- Neodindymus tenebrosus (Blöte, 1933)